# Quarte
Als Quarte oder Quart (von lateinisch Quarta ‚die Vierte‘, altgriechisch Diatessaron [διά dia + τεσσάρων tessaron] ‚jede vierte‘ oder ‚alle vier‘) bezeichnet man in der Musik ein Intervall, das vier Tonstufen einer diatonischen, heptatonischen Tonleiter umspannt.
Beispiel:Tonleiterabschnitt von  g' nach  c'' (4 Tonstufen) - Quarte  g' c'' hintereinander - Quarte  g' c'' gleichzeitig.
Als  „reine“ Quarte umfasst sie fünf, in ihren „unreinen“ Varianten auch vier oder sechs Halbtonschritte. Das Komplementärintervall zur Quarte ist die Quinte.
Im engeren Sinne versteht man unter der Quarte auch die vierte Stufe einer Tonleiter.  Wenn nicht das Intervall, sondern die Tonstufe gemeint ist, kann die deutlichere Bezeichnung Quartton gebraucht werden.

## Varianten
Die Quarte kann in drei Varianten auftreten:
- Die reine Quarte (a), bei der in der natürlichen Stimmung die Frequenzen  sich wie 4:3 verhalten, ist am geläufigsten. Sie findet in allen Musikarten häufige Verwendung und wird  ähnlich der Quinte gerne als signalartige Tonfolge eingesetzt, wie etwa beim deutschen Martinshorn oder als Tusch beim Karneval. Je nach musikalischem Kontext wird die reine Quarte als Dissonanz oder als Konsonanz behandelt:
  - Im zweistimmigen kontrapunktischen Satz (Bicinium) gilt die Quarte als Dissonanz.
  - Im mehrstimmigen Satz
    - gelten Quarten über dem Basston (sog. primäre Quarten) in bestimmten Zusammenhängen ebenfalls als dissonant, z. B. im Vorhaltsquartsextakkord.
    - gelten Quarten zwischen zwei Oberstimmen (sog. sekundäre Quarten) als konsonant, z. B. das Intervall g-c’ im Akkord c-e-g-c’.
- Die übermäßige Quarte (b), auch Tritonus genannt, ergibt sich u. a. zwischen der 4. Stufe und dem Leitton (aufwärts) einer Durskala (Bsp. C-Dur: F–H). Dieses als dissonant geltende Intervall stellte lange Zeit ein tonsystematisches Problem dar („diabolus in musica“) und wurde noch nach dem Mittelalter als unbrauchbar angesehen. Die übermäßige Quarte ist das charakteristische Intervall der lydischen Skala, sie wird daher auch lydische Quarte genannt.
- Die verminderte Quarte (c) kommt u. a. zwischen der 3. Stufe und dem Leitton (abwärts) einer Mollskala vor (Bsp. a-Moll: c'–gis).

|     | Intervall                    | Halbtöne                   | Beispiel | Umkehrintervall    |
| --- | ---------------------------- | -------------------------- | --- | ------------------ |
| (b) | übermäßige Quarte (Tritonus) | 6 (3 Ganztöne)             | C-Fis, F-H, Es-A „Maria“ (Leonard Bernstein, West Side Story)                                                                                            | verminderte Quinte |
| (a) | reine Quarte                 | 5 (2 Ganztöne + 1 Halbton) | C-F, E-A „Der Winter ist vergangen“ (aufwärts) „Auf, du junger Wandersmann“ (abwärts und aufwärts) Mozarts Eine kleine Nachtmusik (abwärts und aufwärts) | reine Quinte       |
| (c) | verminderte Quarte           | 4 (1 Ganzton + 2 Halbtöne) | C-Fes, c-Gis „Bereite dich, Zion“ (J. S. Bach, Weihnachtsoratorium)                                                                                      | übermäßige Quinte  |

## Doppelbedeutung des Ausdrucks „reine Quarte“
Die Bezeichnung „reine“ Quarte wird einerseits in der Bedeutung „weder vermindert noch übermäßig“ gebraucht, andererseits auch für das Frequenzverhältnis von genau 4:3, wie es zur reinen Stimmung gehört.

## Hörbeispiele
- Quarte aufwärts C-Fⓘ/?
- Quarte abwärts C-Gⓘ/?
- Übermäßige Quarte (Tritonus):
  - aufwärts C-Fisⓘ/?
  - abwärts C-Gesⓘ/?